# Memorias de una guerrillera
Memorias de una guerrillera és una pel·lícula documental espanyola de 2007 dirigida per Pau Vergara, qui també en va escriure el guió conjuntament amb Alfons Cervera, i produïda per Maltés Producciones SL conjuntament amb TVE i RTVV i amb ajudes de l'IVAC, IAAC i la Junta de Castella la Manxa. Narra la vida de Remedios Montero Martínez, antiga maquis de l'AGLA. Fou estrenada als Cinemes Babel el 30 de novembre de 2007.

## Sinopsi
La història comença amb l'actual Remedios passejant per una platja de València, i seguint les passes cap enrere comença a recordar la seva infantesa a Conca i com va començar a ajudar els maquis, la por i la violència. Com es va unir a l'AGLA i va conèixer un dels seus caps Florián García "Grande". La seva detenció a València a començament dels anys 1950, les tortures i pallisses a la presó i la seva condemna a vuit anys de presó. Quan la deixen lliure fuig a París, on treballa pel PCE i acaba a Praga, on es casa amb Florián. El 1978 ambdós retornen a Espanya, però al poble ja no el coneixen ni els coneixen. S'estableix amb Florián a València.

## Producció
Fou rodada durant sis mesos a Gandia, Conca i Praga, amb interiors a la Presó Model de València, el paratge de la Font del Llentiscle a la Serra Calderona i a la Casa Castell d'Olocau del Rei. Remedios és interpretada per l'actriu valenciana Pati Martínez i Florián pel debutant Javier Galván. El Grup de Teatre de la Universitat de València, coordinat per Pep Sanchis, han proporcionat nombrosos figurants i extres per fer de guerrillers, guàrdies civils i exiliats.

## Premis
- XVII Premis Turia: Premi al millor documental.[5]
- X Premis Tirant: Premi al millor documental.[6]